# Масольд, Виктор Яковлевич
Виктор Яковлевич Масольд — советский хозяйственный и государственный деятель, лауреат Государственной премии СССР в области науки и техники.

## Биография
Родился в 1924 году. Член КПСС.
Окончил Московский энергетический институт.
В 1941—1942 годах — строгальщик на Люберецком электротехническом заводе в Лениногорске Казахской ССР.
В 1948—1955 годах — дежурный электротехник, инженер и старший инженер по автоматике и телемеханике в электролаборатории, заместитель начальника электроцеха Рыбинской ГЭС.
В 1955—1958 годах — руководитель группы автоматики и телемеханики Куйбышевской ГЭС.
В 1958—1963 — начальник электротехнической лаборатории, в 1963—1966 — заместитель главного инженера, в 1966—1969 — главный инженер, в 1969—1987 годах — директор Волжской ГЭС им. XXII съезда КПСС.
Заслуженный энергетик РСФСР.
За разработку быстродействующих систем возбуждения с управляемыми преобразователями для мощных гидрогенераторов и синхронных компенсаторов был в составе коллектива удостоен Государственной премии СССР в области науки и техники 1968 года.
Делегат XXVI съезда КПСС.
Умер в Волгограде в 1988 году.

## Награды
- Орден Ленина
- Орден Трудового Красного Знамени
- Медаль За трудовое отличие